# Muntanyes Nawagaon
Nawagaon és una serralada de l'Índia al districte de Bhandara a Maharashtra.
És de poca altura i es va caracteritzar per l'existència de vuit cims diferents coneguts com "Les set germanes i el germà petit". Encara que la vegetació no és molt espessa i ha abundància d'animals de tota mena. Rodeja el llac de Nawagaon.